# Първата чистка
„Първата чистка“ (на английски: The First Purge) е американски филм на ужасите от 2018 г. на режисьора Джерард МакМъри, участват Илан Ноел, Лекс Скот Дейвис, Джойван Уейд, Стив Харис и Мариса Томей. Написан и копродуциран от Джеймс ДеМонако, това е първият филм от поредицата, който не е режисиран от него. Това е четвъртата част на поредицата „Чистката“.